# 사스래나무
사스래나무(Betula ermanii)는 자작나무과의 갈잎큰키나무(낙엽교목) 또는 작은큰키나무(소교목)이다.

## 생태
높이는 7-8m에 이른다. 껍질은 회적갈색으로 얇게 벗겨진다. 잎은 삼각상 난형 또는 삼각상 넓은 난형, 길이 5~10cm, 폭 4~7cm로 끝이 뾰족하며, 불규칙적인 톱니가 있다. 열매 이삭은 곧게 서며, 짧은 원기둥 모양으로 길이 2~3.5cm, 폭 8~10mm이다. 과린(果鱗)은 길이 6~8mm, 가는 녹색 털이 있으며, 중앙의 열편은 선상 피침형, 측열편은 거의 원형이다. 견과는 넓은 거꿀달걀형이며 위쪽에 털이 있고, 길이 2~3mm, 날개는 견과보다 작다. 개화기는 6~7월이다.

## 사진

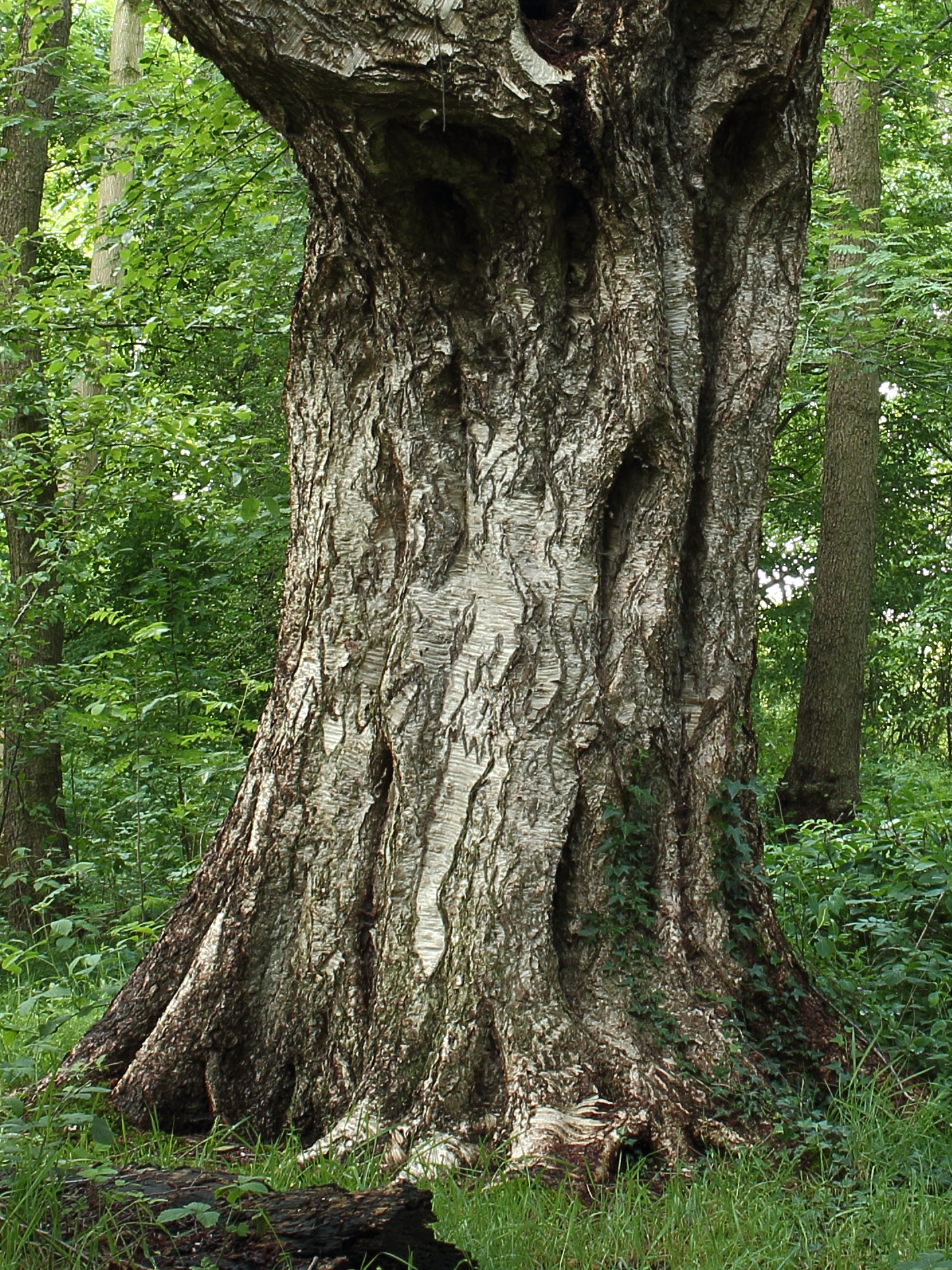
노거수의 줄기
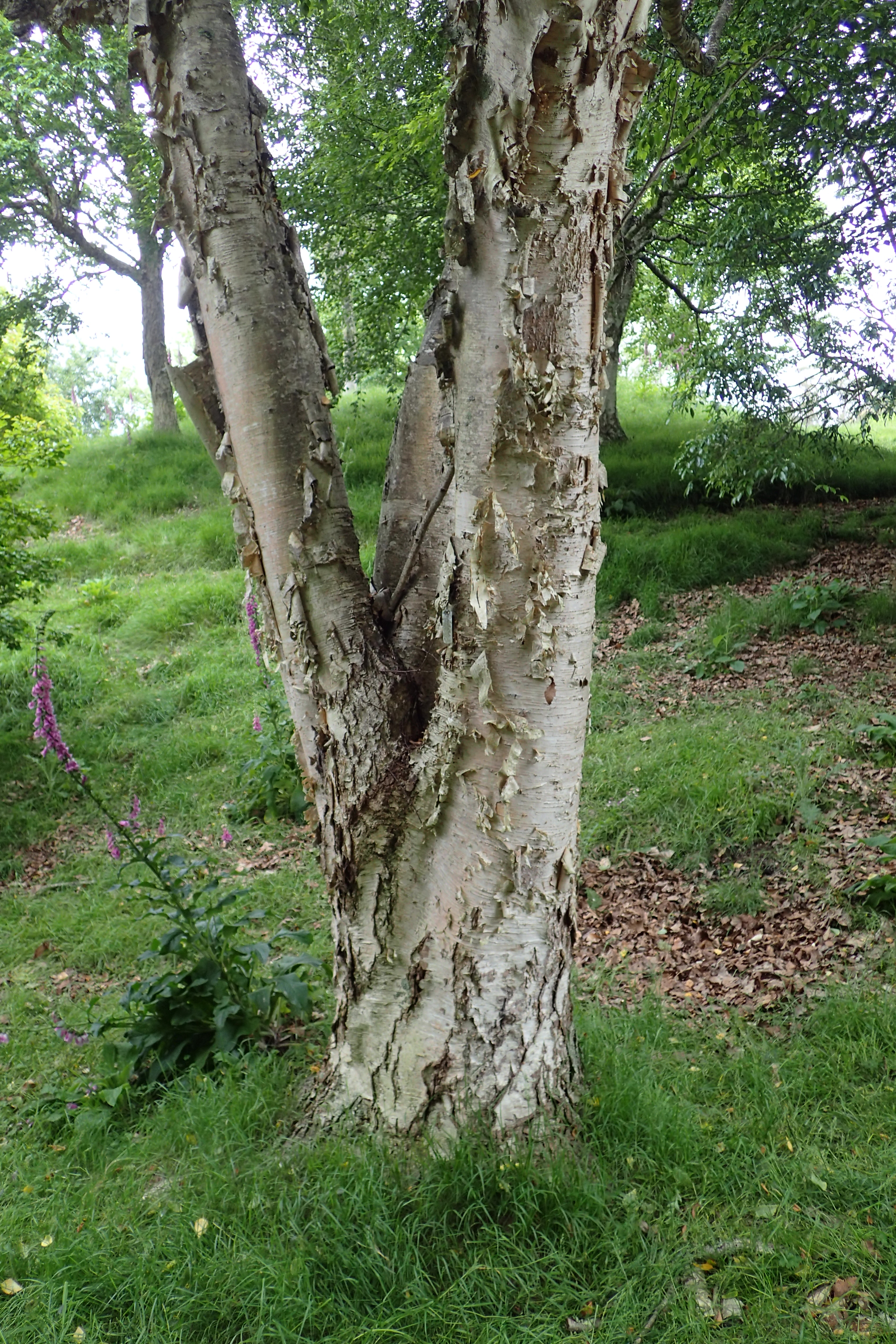
줄기 껍질이 잘 벗겨진다.
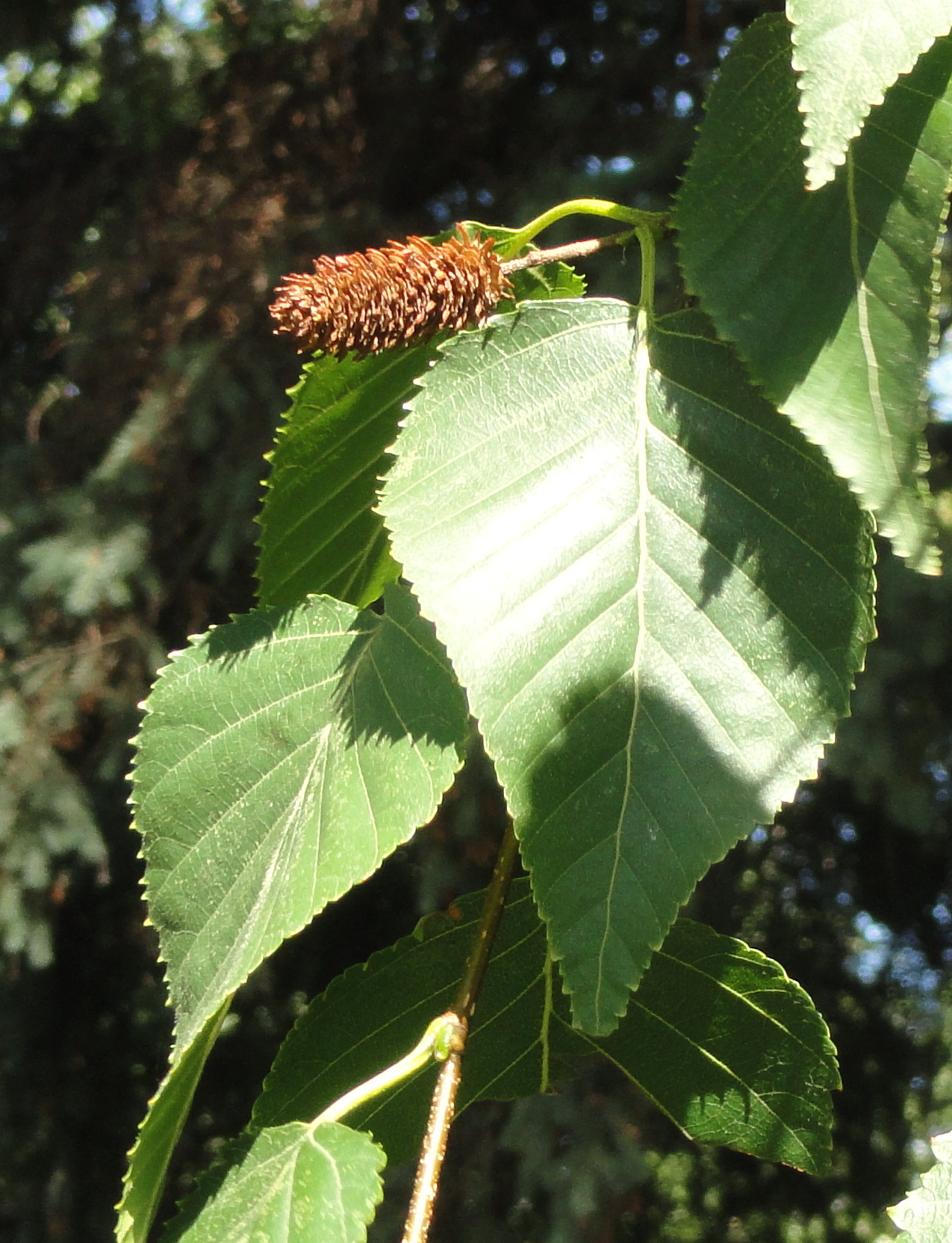
잎

## 참고 문헌
- 이 문서에는 다음커뮤니케이션(현 카카오)에서 GFDL 또는 CC-SA 라이선스로 배포한 글로벌 세계대백과사전의 내용을 기초로 작성된 글이 포함되어 있습니다.